# 계급장
계급장(階級章)은 군대, 경찰, 소방과 같은 조직 및 기관에서 조직 내의 상하의 지휘 명령 계통을 명확하게 하기 위해 계급을 나타낸 기장이다. 보통 제복이나 작업복 등에 착용한다. 1946년 대한민국 국군의 전신인 남조선국방경비대는 경찰들의 계급장을 모방했다가 12월 미군의 계급제도를 참고해서 더욱 체계화하였고 장관급 계급장은 이때 미군의 별 모양으로 통일했었지만 위관급, 영관급 계급장은 각기 다른 계급장을 사용했다. 위관급 ,영관급 계급장도 국군 계급장으로 통일 된 것은 1953년 5월 1일에 국방부가 민간인을 대상으로 공모전을 진행하여 1등 작품을 새 계급장으로 채택하였다. 당시 심의 위원회에서 1등으로 선정 된 계급장 견본은 접수 번호 573 번의 이동훈(李童勳)이 제출한 견본이었다. 1등으로 선정된 이동훈(李童勳)의 계급장 견본은 위관급은 능형의 금강석을 문양으로 하여 그 수에 따라 계급을 나타내고 영관급은 밑 바탕이 되는 문양을 대나무 잎사귀로 하고, 그 중앙에는 위관급 문양으로 사용되는 금강석을 반영하였다.  